# Тожа, Жак
Жак Тожа́ (фр. Jacques Toja; полное имя — Жак Ками́ль Тожа́ (фр. Jacques Camille Toja; 1 сентября 1929, Ницца — 23 марта 1996, Нейи-сюр-Сен, Франция) — французский актёр театра и кино, популярный в 1960-х годах. Советским кинозрителям известен главным образом по ролям короля Людовика XIV в экранизации книг из серии романов об Анжелике, написанной Анн и Сержем Голон, и Арамиса в экранизации одноимённого романа Александра Дюма-отца «Три мушкетёра».

## Биография
Тожа родился в семье торговца и дочери винодела. Страсть к искусству Жаку передал дед по материнской линии.
Сначала Жак изучал право и бухгалтерский учёт, одновременно с этим обучался актёрскому мастерству в национальной консерватории Ниццы, после чего поступил в парижскую Национальную консерваторию драматического искусства, которую окончил в 1953 году. В 1957 году попробовал себя в качестве режиссёра, поставив театральный спектакль. С этого времени начинает принимать участие в спектаклях «Комеди Франсэз» в качестве актёра.
В 1960 году Тожа становится членом труппы знаменитого театра «Комеди Франсэз» (с 1984 года — Почётный член). На счету актёра свыше 130 образов, созданных на театральной сцене. С 1960 года Тожа становится акционером, впоследствии – помощником директора, а в 1979—1983 годах — исполнительным директором «Комеди Франсэз». В 1986 году основал фонд в поддержку французского театра, который после его смерти был переименован в «Фонд Жака Тожа» и существует по сей день. Целью этого фонда является объединение юридических и физических лиц по всей стране в защиту французского классического театрального репертуара с одновременной поддержкой произведений современных авторов.
Жак Тожа был прежде всего человеком театра и его небольшая фильмография лишь подтверждает это. В 1954 году Тожа сыграл первую роль в кино — в фильме «Нельская башня» по роману Александра Дюма. В 1961 году Жак блеснул ролью Арамиса в приключенческих лентах «Три мушкетёра: Подвески королевы» и «Три мушкетёра: Месть миледи». Снимавший эти фильмы режиссёр Бернар Бордери пригласил Тожа и в свой следующий проект, снимавшийся с 1964 по 1968 годы — цикл картин о злоключениях красавицы Анжелики на роль короля Людовика XIV. Вот как актриса Мишель Мерсье, исполнительница роли Анжелики, вспоминает о Жаке Тожа: 

Лучше всего мне будет с Жаком Тожа из «Комеди Франсэз», который однажды станет её элегантным и деятельным генеральным администратором. Он с видимой радостью будет сниматься в картине «Анжелика и король». Никогда ещё Людовик XIV не хранил так естественно свою величественную важность. Жак, как и я, родился в Ницце. Мой дед знал его и даже поддерживал в начале карьеры комедийного актёра. Хотя он старше меня всего на несколько лет, я всегда буду нежно восхищаться им. Хороший товарищ, всегда готовый к услугам, он с самого моего приезда в Париж помогает мне учить роли. Съёмки будут происходить в обстановке дружеского взаимопонимания, тесно связанного с нашим уважением друг к другу. — Мишель Мерсье. «Маркиза ангелов, или Разбитое сердце Анжелики». Шымкент, «Аурика», 1997.
Заметной работой Тожа также стала роль подполковника Вершинина в фильме «Три сестры» (1980) по пьесе А. П. Чехова. Всего актёр сыграл в кино и на телевидении более двадцати ролей.
За свою карьеру Жак Тожа был удостоен высоких званий: Офицер Ордена Почётного легиона, Командор Ордена Искусств и литературы.
Жак Тожа скончался 23 марта 1996 года в возрасте 66 лет от рака, которым страдал в течение шести лет. Похоронен в родной Ницце, в которой с 1999 года его именем и в его честь названа площадь, расположенная между площадью Гарибальди и Национальным театром Ниццы: фр. Place Jacques Toja.

## Признание и награды
- Офицер Ордена Почётного легиона
- Командор Ордена Искусств и литературы
- площадь в городе Ницце: фр. Place Jacques Toja (с 1999 года)

## Фильмография
| Год       | Фильм                                                             | Роль                     |
| --------- | ----------------------------------------------------------------- | ------------------------ |
| 1955      | Нельская башня                                                    | Филипп д’Онэ             |
| 1958      | Кристина                                                          | Шаффер                   |
| 1960      | Ошибка                                                            | Эргаст                   |
| 1960      | Севильский цирюльник (ТВ)                                         | Альмавива                |
| 1961      | Капитан Фракасс                                                   | Леандр                   |
| 1961      | Три мушкетёра: Подвески королевы                                  | Арамис                   |
| 1961      | Три мушкетёра: Месть миледи                                       | Арамис                   |
| 1962      | Ночь наших прощаний                                               | Ферзен                   |
| 1962      | Сто лет любви: хозяйка кузницы, любовь, фортепиано и Сафо         | Gaussin, Сафо            |
| 1964      | Анжелика — маркиза ангелов                                        | Людовик XIV              |
| 1964      | Стены                                                             | Жан-Луи                  |
| 1965      | Великолепная Анжелика                                             | Людовик XIV              |
| 1965      | Сильвери, или Голландские фонды                                   | Виктор Додэ              |
| 1966      | Анжелика и король                                                 | Людовик XIV              |
| 1967      | Неукротимая Анжелика                                              | закадровый голос диктора |
| 1967      | Амфитрион (ТВ, спектакль театра «Комеди Франсэз»)                 | Юпитер                   |
| 1968      | Наслаждение в добродетели (ТВ, спектакль театра «Комеди Франсэз») | маркиз Фабио Колли       |
| 1968      | Собака на сене (ТВ, спектакль театра «Комеди Франсэз»)            | Теодоро                  |
| 1969      | Осквернитель (ТВ, театральный спектакль)                          | Alde Pozzi               |
| 1969      | Мадам Пятнадцать (мадам де Помпадур)                              | Людовик XV               |
| 1970      | Принцесса Элиды (ТВ, спектакль театра «Комеди Франсэз»)           | Аристомен                |
| 1971—1974 | Арсен Люпен (ТВ, сериал)                                          | мастер Ламара            |
| 1972      | Учёные женщины (ТВ, спектакль театра «Комеди Франсэз»)            | Клитандр                 |
| 1972      | Могикане Парижа (ТВ, мини-сериал)                                 | Дорваль                  |
| 1972      | Зять господина Пуарье                                             | Гастон                   |
| 1974      | Игра любви и случая                                               | Марио                    |
| 1974      | Любовь-маскарад                                                   | Луи                      |
| 1974      | Ундина                                                            | король                   |
| 1975      | Тартюф                                                            | Клеант                   |
| 1975      | Мнимый больной                                                    | Беральд                  |
| 1975      | Ужин у Лозена                                                     | герцог де Лозен          |
| 1975      | Господин Тесте                                                    | отец Муассан             |
| 1975      | Сальватор и могикане Парижа (ТВ, мини-сериал)                     | Дорваль                  |
| 1976      | Стакан воды                                                       | герцог Болингброк        |
| 1976      | Ревность                                                          | Марселин                 |
| 1977      | Женитьба Фигаро (ТВ, спектакль театра «Комеди Франсэз»)           | Альмавива                |
| 1978      | Любовь во время революции: молодой Андре Шенье в плену (ТВ)       | герцог                   |
| 1980      | Три сестры                                                        | подполковник Вершинин    |
| 1981      | Кредиторы                                                         | Адольф                   |
| 1981      | Домашний хлеб (ТВ)                                                | Пьер                     |
| 1985      | За последние пять минут (серия: Нежные голуби) (ТВ, мини-сериал)  | комиссар Бланшар         |
| 1989      | Графиня де Шарни (ТВ, мини-сериал)                                | Людовик XV               |
| 1989—2006 | Комиссар Наварро (ТВ, сериал)                                     | Тольньяк                 |
| 1990      | Денье за жеребёнка (ТВ)                                           | Перрье                   |
| 1991      | День, чтобы помнить                                               | Жан-Франсуа              |
| 1995      | Верная неверность                                                 | Анри                     |

## Роли в театре «Комеди Франсэз»
(неполный перечень)
| Автор                 | Спектакль                         | Роль                       |
| --------------------- | --------------------------------- | -------------------------- |
| Расин                 | Федра                             | Ипполит                    |
| Корнель               | Сид                               | дон Фернандо               |
| Корнель               | Гораций                           | Тюль                       |
| Корнель               | Цинна                             | Поликлет / Эвандер         |
| Корнель, Мольер, Кино | Психея                            | Амур                       |
| Мольер                | Тартюф                            | Клеант                     |
| Мольер                | Скупой                            | Валер                      |
| Мольер                | Плутни Скапена                    | Леандр                     |
| Мольер                | Мизантроп                         | Филинт                     |
| Мольер                | Мнимый больной                    | Беральд                    |
| Мольер                | Мещанин во дворянстве             | Клеонт / Дорант            |
| Мольер                | Дон Жуан                          | Дон Луис                   |
| Мольер                | Амфитрион                         | Юпитер                     |
| Мольер                | Блистательные любовники           | Тимокл                     |
| Мольер                | Школа жён                         | Орас                       |
| Мольер                | Учёные женщины                    | Клитандр                   |
| Мольер                | Смешные жеманницы                 | Лагранж                    |
| Мольер                | Брак поневоле                     | Жеронимо                   |
| Мольер                | Принцесса Элиды                   | Аристомен                  |
| Бомарше               | Севильский цирюльник              | граф Альмавива             |
| Бомарше               | Женитьба Фигаро                   | граф Альмавива             |
| Виктор Гюго           | Эрнани                            | дон Рикардо                |
| Эдмон Ростан          | Сирано де Бержерак                | Сирано / Кристиан          |
| Шекспир               | Ромео и Джульетта                 | второй музыкант / Бенволио |
| Шекспир               | Зимняя сказка                     | Время                      |
| Эжен Скриб            | Стакан воды                       | герцог Болингброк          |
| Бернард Шоу           | Великая Екатерина                 | Эдстатон                   |
| Ф. М. Достоевский     | Идиот                             | князь Евгений              |
| А. П. Чехов           | Три сестры                        | подполковник Вершинин      |
| Генрик Ибсен          | Кукольный дом                     |                            |
| Жан Жироду            | Электра                           | Орест                      |
| Жан Жироду            | Ундина                            | король                     |
| Жан Жироду            | Песнь песней                      | президент                  |
| Жан Ануй              | Беккет, или Честь Божья           | король Франции             |
| Дени Дидро            | Парадокс об актёре                | второй актёр               |
| Мариво                | Игра любви и случая               | Доранте / Maрио / Оргон    |
| Мариво                | Переодетый принц                  | принц Леон                 |
| Мариво                | Ложные признания                  | граф                       |
| Мариво                | Остров разума                     | губернатор / актёр         |
| Мариво                | Капризы Марианны                  | Октав                      |
| Альфред де Мюссе      | Не связывайтесь с любовью         | Пердикан                   |
| Альфред де Мюссе      | Каприз                            | месье де Шавиньи           |
| Альфред де Мюссе      | Никогда не говори ничего          | Валентин                   |
| Альфред де Виньи      | Опасаясь выходов                  | герцог                     |
| Луиджи Пиранделло     | Наслаждение в добродетели         | маркиз Фабио Колли         |
| Луиджи Пиранделло     | Шесть персонажей в поисках автора | исполнитель главной роли   |
| Луиджи Пиранделло     | Генрих IV                         | барон                      |
| Жюль Ренар            | Домашний хлеб                     | Пьер                       |
| Жорж Бернанос         | Диалоги кармелиток                | рыцарь                     |
| Поль Валери           | Господин Тесте                    | отец Муассан               |
| Макс Фриш             | Триптих                           | Роже                       |
| Жорж Фейдо            | Индейка                           | Вателен                    |
| Саша Гитри            | Лиса и лягушка                    | Люсьен                     |
| Жан Кокто             | Экспромт Пале-Рояля               | герцог                     |
| Юждин О’Нил           | Луна для пасынков судьбы          | Стедман Хардер             |
| Анри де Монтерлан     | Мёртвая королева                  | дон Педро                  |
| Август Стриндберг     | Кредиторы                         | Адольф                     |
| Арман Салакру         | Как чертополох                    | Антуан                     |
| Поль Клодель          | Заложники                         | Жорж Куфонтен              |